# Monterde de Albarracín
Monterde de Albarracín est une commune d’Espagne, dans la province de Teruel, communauté autonome d'Aragon, comarque de la Sierra de Albarracín.